# Toxolasma lividum
Toxolasma lividum е вид мида от семейство Unionidae. Видът не е застрашен от изчезване.

## Разпространение и местообитание
Разпространен е в САЩ (Алабама, Арканзас, Вирджиния, Джорджия, Илинойс, Индиана, Кентъки, Мисури, Мичиган, Оклахома, Охайо и Тенеси).
Обитава пясъчните дъна на сладководни басейни, реки и потоци.

## Описание
Популацията на вида е намаляваща.